# Lill-Ingmars
Lill-Ingmars är ett svenskt dansband, som bildades 1964 av bröderna Ingmar, Arnie och Bonnie Nilsson och Dan Henningsson, och de fick en stor hit med låten Molly. Bandets sångare Ingmar var endast 12 år när Molly spelades in. I samband med en Amerika-turné 1989 kallade de sig Traveling Swedes i USA. Lill-Ingmars spelar fortfarande, fast endast vid enstaka 60-talsgalor.
Gruppens medlemmar har skrivit det mesta själva på alla skivor. Det har även på senare tid skrivits låtar till andra svenska dansband. Arnie och Dan har haft två hitlåtar på Svensktoppen, Sången till livet, 5:a med Christina Lindberg 1994, och hitlåten Ännu blommar kärleken, 1:a med Kindbergs 1998. Vidare har bland annat Lasse Stefanz spelat in tre av Lill-Ingmars låtar under 1990-talet. Än i dag skrivs låtar till band i Sverige, Norge, Finland och Danmark av bandets medlemmar i deras Hemstudior i Årjäng, Värmland.

## Diskografi
- Molly/ I fantasin   1967
- Yankeen/På en bänk i en storstad 1968
- Då finner jag dig bäst/Londonderry air 1970
- Varje dag/En karneval 1971
- LP 1:an Lill-Ingmars 1972
- LP 2:an Lill-Ingmars 2:an 1974
- LP 3:an Lill-Ingmars 3:an Det är skönt att ha nå'n väntande därhemma 1975
- LP 4:an Lill-Ingmars 4:an Det är dej vi tycker om att spela för 1977
- MC: Toner från Lill Ingmars 1990
- MC: Lycka på färden   1992
- CD: Lill-Ingmars 96 nittisex 1996
- CD: EP Lill Ingmars 1998